# The Twelve Apostles

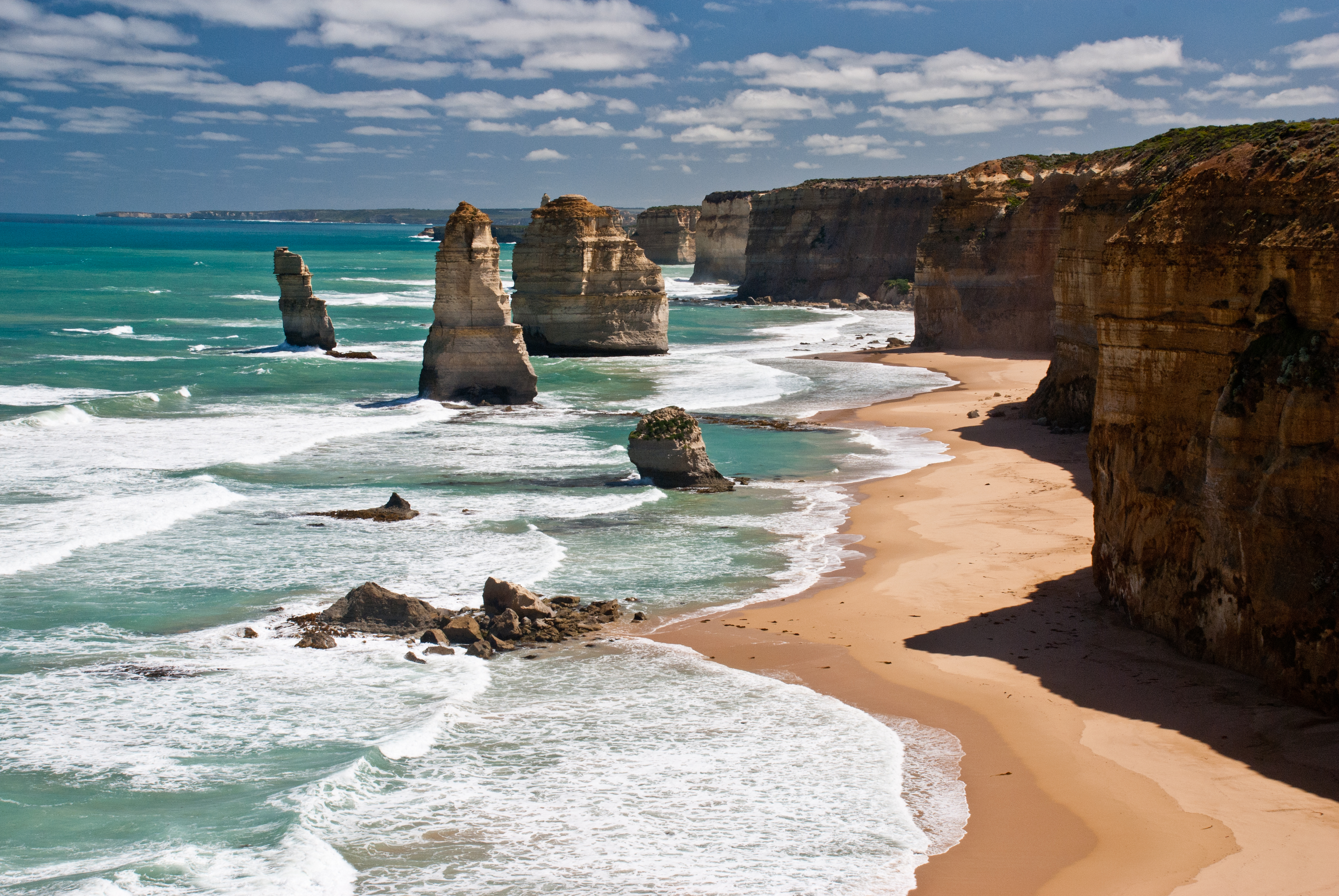
Nhóm cột đá có tên The Twelve Apostles

The Twelve Apostles (bằng tiếng Anh, tạm dịch: "Mười hai sứ đồ") là một tập hợp các khối đá vôi tàn dư ngoài khơi Vườn quốc gia Port Campbell, tiểu bang Victoria, Úc. Các cột đá nằm gần nhau đã biến nơi này thành địa điểm du lịch nổi tiếng.

## Hình thành
Các cột đá này hình thành do hiện tượng xói mòn: điều khiện thời tiết khắc nghiệt của Nam Đại Dương dần bào mòn đá vôi để hình thành nên các hang động trong vách đá, sau đó chúng biến thành các vòm đá rồi sau cùng thì sụp đổ, để lại những khối đá chơ vơ có thể cao đến 45 m. Cho đến năm 1922 thì địa điểm này có tên là Sow and Piglets, sau đó được đổi thành The Apostles vì mục đích du lịch, cho dù thực ra chỉ có chín khối đá chứ không đủ mười hai.

## Hình ảnh

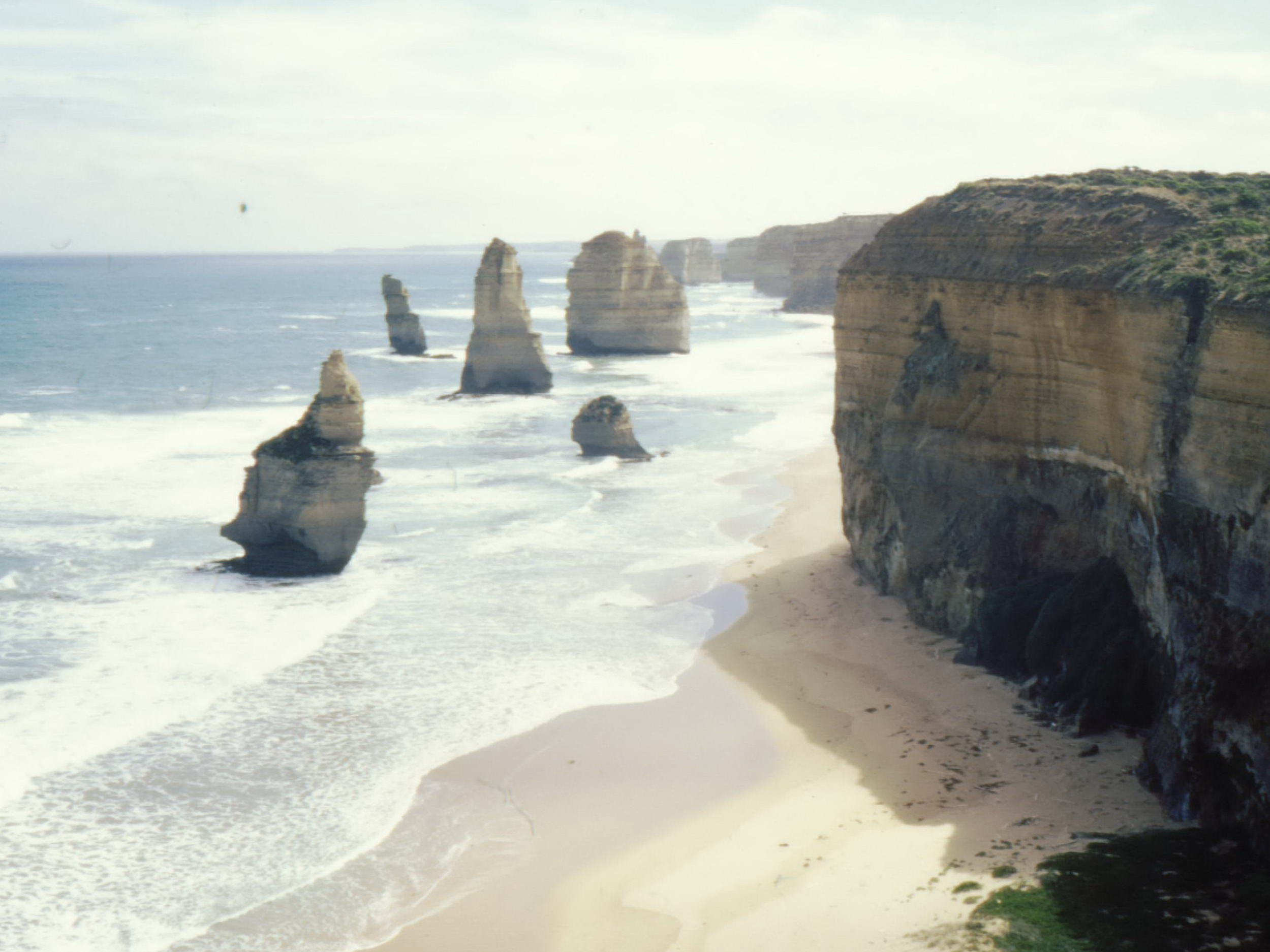
Ảnh chụp năm 2002 trước khi sụp đổ
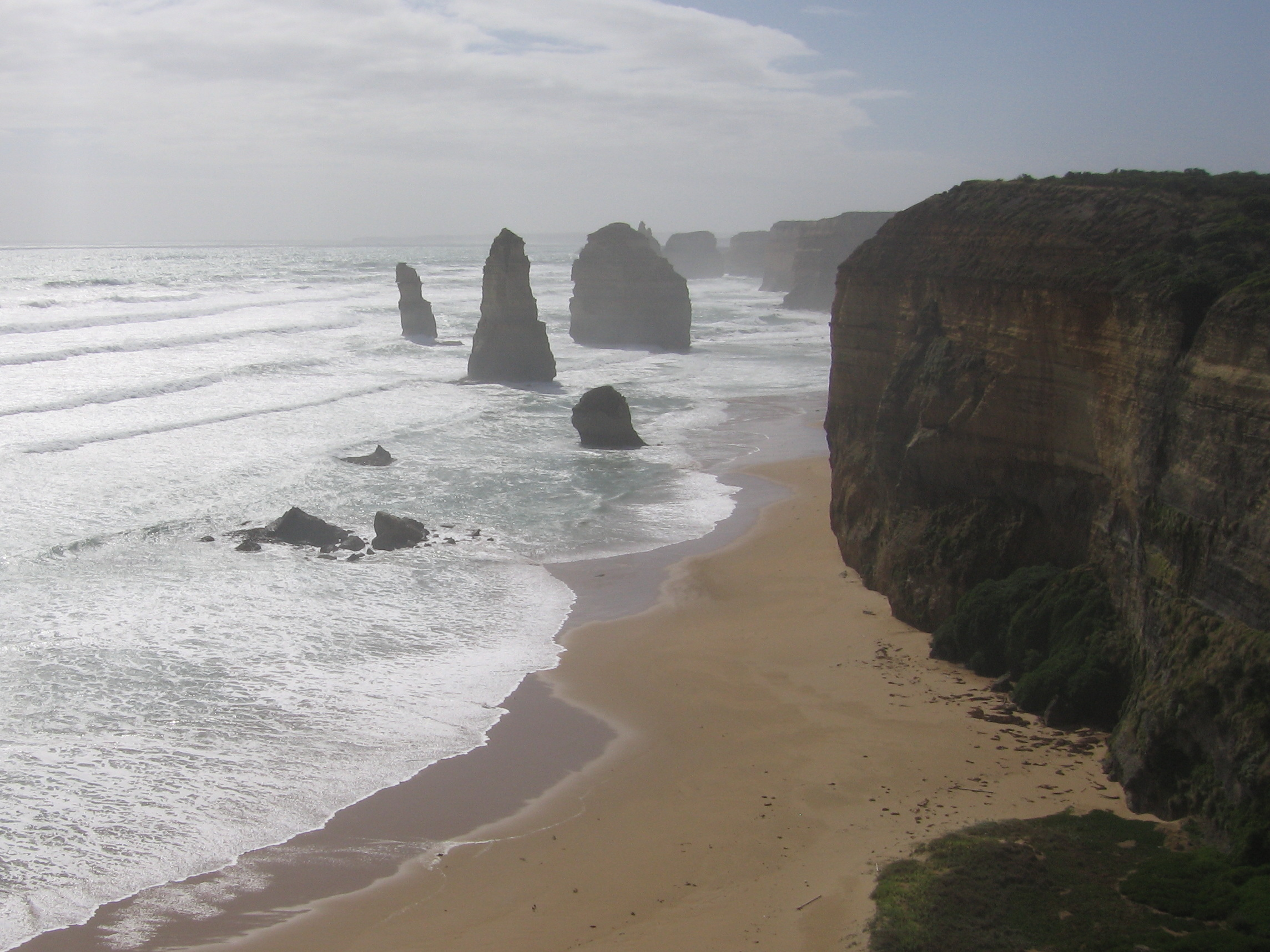
Ảnh chụp năm 2012 sau khi sụp đổ